# Cristian Țopescu
Cristian Țopescu (n. 26 martie 1937, București, România – d. 15 mai 2018, București, România) a fost un comentator sportiv, jurnalist și politician român. A fost tatăl prezentatoarei de televiziune Cristina Țopescu.
În urma unui decret semnat de către președintele României, Traian Băsescu, din 25 octombrie 2007, colonelul în retragere Cristian Țopescu a fost înaintat la gradul de general de brigadă (cu o stea).
În urma alegerilor parlamentare din 30 noiembrie 2008, a fost ales senator de București din partea Partidului Național Liberal, alături de Crin Antonescu.

## Decesul
Cristian Țopescu a murit, marți, 15 mai 2018, la Spitalul Universitar de Urgență Elias din București. Țopescu, fost comentator sportiv, licențiat al Institutului de Educație Fizică și Sport (1970), suferea de mai multe afecțiuni cronice, printre care și diabet.

## Distincții
- Ordinul „Meritul Sportiv” clasa a II-a (29 martie 1974) „pentru comportarea remarcabilă și ocuparea locului I la Campionatul mondial de handbal masculin – ediția 1974 –, precum și pentru contribuția deosebită adusă la dezvoltarea acestui sport și la creșterea prestigiului sportului românesc pe plan internațional”[6]

## Cărți publicate
- Fair Play (Sport-Turism, 1980; reedit. Ed. Humanitas, 2003) - în colaborare cu Virgil Ludu
- Cartea recordurilor (Sport-Turism, 1984) - în colaborare cu Virgil Ludu
- Steaua, performanță și prestigiu - în colaborare cu Octavian Vintilă